# Winnie og Karina
Winnie og Karina (Linda P og Christina Sederqvist) er komik-duoen, som længe har lavet programmer og sketches sammen på DR2, og en spillefilm som havde premiere den 7. august 2009.
De er på ganske kort tid blevet meget populære blandt danskere, og har haft stor succes på DR2, hvor størstedelen er deres samarbejde har fundet sted. Dog blev deres film Winnie og Karina - The Movie ikke godt modtager af anmelderne[kilde mangler].

## Programoversigt
Linda P. og Christina Sederqvist har blandt andet medvirket i følgende programmer:
- Wulffs Magasin på DR2.
- Piger på prøveløsladelse på DR2.
- Skråplan på DR2.

Christina har også deltagelse i Live fra Bremen.